# Hubertus von Lüttich

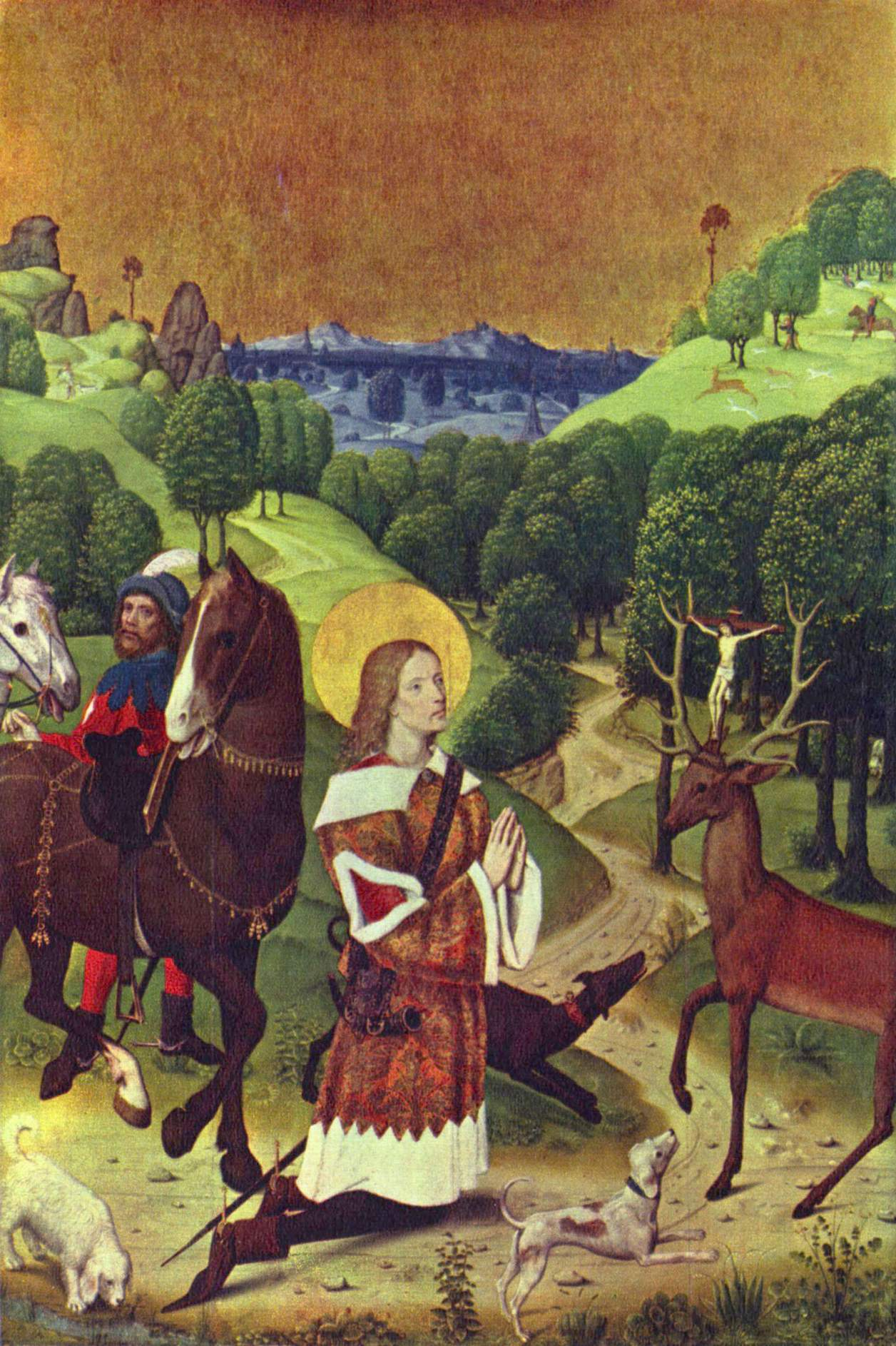
Die Bekehrung des heiligen Hubertus. Linker Altarflügel des Meisters von Werden, um 1463–1480

Hubertus von Lüttich (französisch Hubert de Liège; * um 655 in Toulouse; † 30. Mai 727 der Überlieferung nach im heutigen Tervuren bei Brüssel, Belgien) war Bischof von Maastricht und Lüttich. Er wird in der katholischen Kirche als Heiliger verehrt. Sein Gedenktag im Heiligenkalender ist der 3. November.
Hubertus gehört mit dem heiligen Abt Antonius und den Heiligen Quirinus und Cornelius zu den sogenannten „Vier Marschällen Gottes“ und wird mancherorts auch zu den Vierzehn Nothelfern gerechnet.
Sein Attribut ist ein Hirsch mit einem Kruzifix im Geweih.

## Leben
Hubertus lebte als Pfalzgraf am Hof Theuderichs III. in Paris, später in Metz am Hofe Pippins des Mittleren, mit dem er wohl verwandt war. Nach dem Tod seiner Frau ging Hubertus als Einsiedler in die Wälder der Ardennen, wo er apostolisch tätig war. 705 wurde er Bischof von Tongern-Maastricht. 716 verlegte er seinen Bischofssitz nach Lüttich. Er ließ dort die Lambertuskathedrale erbauen und galt als fürsorglicher Wohltäter.
Die Reliquien des heiligen Hubertus wurden am 3. November 743 erhoben. 825 wurden sie in die damalige Abteikirche nach Andagium, heute Saint-Hubert, in den Ardennen übertragen. Im Mittelalter war Saint-Hubert ein Wallfahrtsort. Seit der Zeit der Französischen Revolution sind die Reliquien des heiligen Hubertus jedoch unauffindbar.
Sein Sohn Floribert folgte ihm als Bischof von Lüttich.

## Hirschlegende

Wappen von Willich-Schiefbahn

Wappen von Schwanheim (Pfalz)

Im Christentum wird dem Schutzpatron der Jäger, im Mittelalter war dies – und ist es vor allem in Österreich und Bayern weiterhin – der Heilige Eustachius († um 118), die in verschiedenen Versionen überlieferte Hirschlegende zugeschrieben, wonach der Heilige an einem Karfreitag auf der Jagd beim Anblick eines prächtigen Hirsches mit einem Kruzifix zwischen den Sprossen des Geweihs bekehrt wurde. Ab der zweiten Hälfte des 15. Jahrhunderts wurde sie zunehmend auf den Heiligen Hubertus († 727) übertragen, obwohl dieser eigentlich kein Jäger war. Eine erste Erwähnung in Bezug auf Hubertus findet sich um 1440 bei der Stiftung des Hubertusordens durch Herzog Gerhard II. von Jülich und Berg. Er ehrte damit die Bemühungen des Heiligen zur Christianisierung der Ardennen, wo der heidnische Kult um Diana, die antike Schutzgöttin der Jagd, noch Bestand hatte.
Einer Version nach ließ er sich nach der Erscheinung eines Kruzifixes im Geweih eines gejagten Hirsches taufen, schwor der Jagd ab und wurde vom leidenschaftlichen Jäger zum Nichtjäger. Andere Quellen berichten, der vorher als brutal und zügellos geschilderte Hubertus habe sich nach der Erscheinung vom „wilden Heiden“ zum christlich-gemäßigten Jäger gewandelt. Christlichen Jägern gilt die Hirschlegende seither als Vorbild der Mäßigung und Ansporn zur waidgerechten Jagd gemäß der waidmännischen Losung: den Schöpfer im Geschöpfe [zu] ehr[en], wie sie Oskar von Riesenthal in seinem Lied „Waidmannsheil“ (1880) formulierte.
Neben der Eustachius-Legende, die Hubertus hier direkt beerbt, verweist die Geschichte im christlichen Kontext auf das Damaskuserlebnis des Paulus. Die Ursprünge des Motivs finden sich in der buddhistischen Legende um den Mönch Mahinda, der den Buddhismus in Sri Lanka begründete. Hier ist es der König Devanampiya, der auf der Jagd einem Hirsch oder dem Mönch selbst begegnet, um daraufhin zum Buddhismus zu konvertieren.

## Verehrung

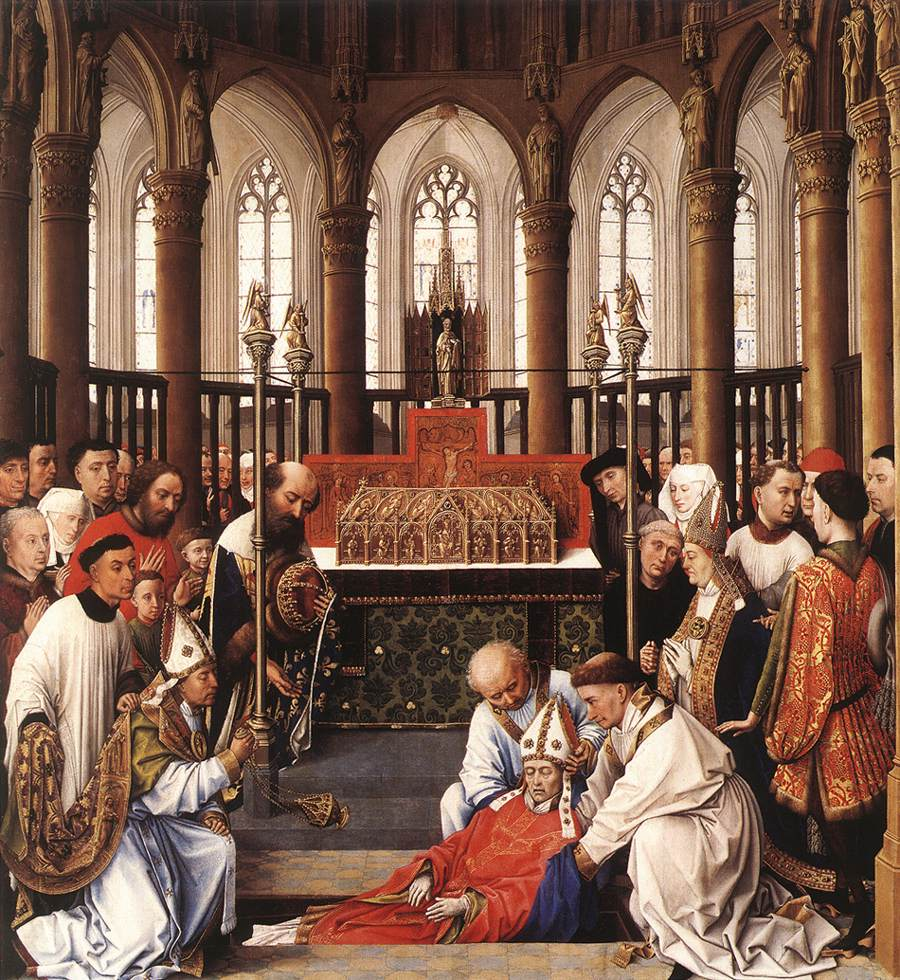
Die Erhebung der Reliquien des hl. Hubertus in Saint-Pierre in Liège, Rogier van der Weyden, um 1437

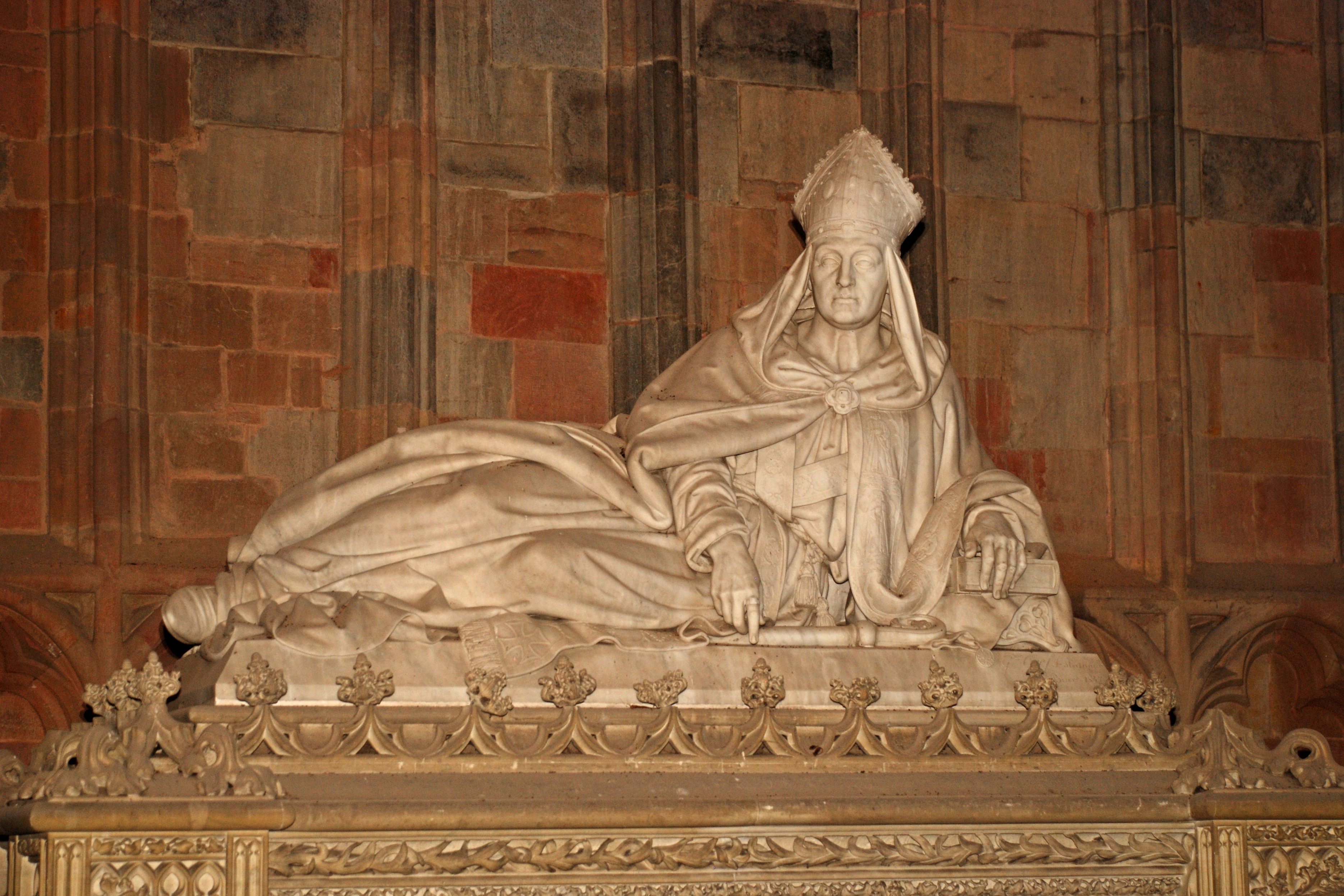
Kenotaph von Hubertus (Guillaume Geefs, 1847) in der Basilika Saint-Hubert

Der heilige Hubertus wird gemeinhin als Schutzpatron der Jagd angesehen, von vielen aber auch als der erste Jagdgegner, weil er sich gemäß der Legende nach der Hirscherscheinung gänzlich von der Jagd losgesagt hat. Außerdem gilt er als Patron der Hunde und als Helfer gegen Tollwut, der Schützen und Schützenbruderschaften, der Kürschner, Metzger, der Metallbearbeiter, Büchsenmacher, Optiker, Mathematiker und Hersteller von mathematischen Geräten.
Durch seine Funktion als Schutzpatron der Jäger und Schützen wird der heilige Hubertus auch in den Infanterieverbänden der Jägertruppe der Bundeswehr verehrt und seiner speziell am Hubertustag (s. u.) gedacht.
Dem Gedächtnis des Heiligen widmete man Bauwerke wie die Hubertuswarte, die Hubertusburg, das Schloss Hubertusstock sowie zahlreiche Hubertuskirchen, Hubertusorden, Hubertusbrunnen und Hubertusquellen.
Neben dem Hubertustag, dessen Datum am 3. November sich von dem der Erhebung der Reliquien am 3. November des Jahres 743 ableitet, wird regional auch der Todestag des Heiligen, der 30. Mai, begangen. Am Hubertustag finden alljährlich große Hubertusjagden statt, oft verbunden mit der Feier von Hubertusmessen.
Am Hubertustag gesegnetes Salz, Brot und Wasser soll gegen Hundebisse schützen, außerdem sollten auch die Hunde selbst dadurch vor Tollwut geschützt werden. Es wurden Hubertusschlüssel zur Behandlung und Vorbeugung gegen Tollwut verwendet.
Obwohl Hubertus von Lüttich nicht im Evangelischen Namenkalender geführt wird, kann der Hubertustag aufgrund seiner hohen traditionellen Bedeutung auch mit einem evangelischen oder ökumenischen Gottesdienst gefeiert werden.
Nach Hubertus benannt ist das Hubertusviertel in Aachen sowie verschiedene Studentenverbindungen, so etwa die Corps Hubertia München, Corps Hubertia Freiburg sowie das älteste Jagdcorps Deutschlands, Hubertia zu Leipzig.

## Trivia
Der Kräuterlikör Jägermeister wirbt mit einem Hubertuskreuz auf dem Logo seines Produkts. Auch der Riesenthal-Satz vom Schöpfer-im-Geschöpfe-ehren wird dort genannt.
Die Österreichische Privatbrauerei Hubertus Bräu in Laa an der Thaya mit Braurecht seit 1454 hat ebenso das Hubertuskreuz als Firmenlogo.